# مينا (اسم)
مينا هو اسم علم ذكر قبطي أو عربي أو فارسي. هو اسم لاتيني ويعني الأمين. مرادفات اسم مينا في اللغة القبطية «ثابت» أو «راسخ» أو «راسخ» أو «دائم» أو «باق».
يذكرُ أحد المصادر أنَّ اسم مينا يرجع في أصله في بعض الكتابات المصرية القديمة إلى (ميني)، ومن ثُم حُرفَ إلى (مينا)، حيثُ يعني الاسم باللغة المصرية القديمة «المؤسس» أو «المُشيد».
الأسم منتشر بين أقباط مصر.

## الشخصيات
- نعرمر
- مينا الحماني
- مينا
- مينا
- مينا مسعود
- مينا عطا